# Johann Friedrich Coch
Johann Friedrich Coch  (* 1624 in Rostock; † 1683) war Ratsherr und Bürgermeister von Stralsund.
Coch war der Sohn des Rostocker Ratsherren Joachim Coch. Er studierte in Frankfurt a. d. Oder und in Greifswald. Verheiratet war Coch seit 1648 in erster Ehe mit Maria Spengmann, Tochter eines Stralsunder Ratsherren, nach deren Tod ab 1661 mit Maria Veith, Tochter des Stralsunder Bürgermeisters Henning Veith und Witwe des Ratsherren Heinrich Müller. Mit der ersten Frau hatte er drei, mit der zweiten sieben Kinder. Sein Bruder Christian Coch war Assessor am pommerschen Hofgericht in Greifswald. 1658 wurde Coch in den Rat gewählt, 1681 bis zu seinem Tod 1683 war er Bürgermeister von Stralsund. Seine Söhne Bernhard Michael und Gottfried aus zweiter Ehe wurden 1706 von Karl XII. unter dem Namen von Cochenhausen in den schwedischen Adelsstand erhoben. Die Tochter Maria aus zweiter Ehe war mit dem Stralsunder Bürgermeister Joachim Zander verheiratet.